# Großer Preis von Belgien 2015
Der Große Preis von Belgien 2015 (offiziell 2015 Formula 1 Shell Belgian Grand Prix) fand am 23. August auf dem Circuit de Spa-Francorchamps in Spa statt und war das elfte Rennen der Formel-1-Weltmeisterschaft 2015.

## Bericht

### Hintergründe
Nach dem Großen Preis von Ungarn führte Lewis Hamilton in der Fahrerwertung mit 21 Punkten vor Nico Rosberg und mit 42 Punkten vor Sebastian Vettel. In der Konstrukteurswertung führte Mercedes mit 147 Punkten vor Ferrari und mit 232 Punkten vor Williams.
Beim Großen Preis von Belgien stellte Pirelli den Fahrern die Reifenmischungen P Zero Medium (weiß) und P Zero Soft (gelb) sowie für Nässe Cinturato Intermediates (grün) und Cinturato Full-Wets (blau) zur Verfügung.
Im Vergleich zum Vorjahr gab es an einigen Stellen Modifikationen an der Strecke. Die Randsteine in den Kurven La Source und Eau Rouge wurden erneuert, in letzterer wurden zudem ein neuer Fangzaun errichtet. Zwischen den Kurven Stavelot und Blanchimont wurde der Rasen auf den ersten beiden Metern neben der Strecke durch grün lackierten Asphalt ersetzt.
Es gab zwei DRS-Zonen, die im Vergleich zum Vorjahr unverändert blieben. Die erste Zone lag auf der Kemmel-Geraden und begann 310 Meter nach der Raidillon. Der Messpunkt lag 240 Meter vor dem Kurveneingang von Eau Rouge. Der Messpunkt für die zweite Zone lag 160 Meter vor der Bus-Stop-Schikane, auf der Start-Ziel-Geraden, 30 Meter nach der letzten Kurve, begann die DRS-Zone.
Die FIA kündigte vor dem Rennen Regeländerungen an, die den zu weiten Teilen automatisierten Start der Fahrzeuge betrafen. So durfte der Schleifpunkt der Kupplung in der Zeit zwischen dem Umspringen der Boxengassen-Ampel auf grün (30 Minuten vor Rennstart) und dem Rennstart nicht mehr verändert werden. Außerdem wurden technische Hilfsmittel, mit deren Hilfe der optimale Schleifpunkt automatisch ermittelt werden konnte, verboten. Darüber hinaus wurde der Boxenfunk vor dem Rennen stark eingeschränkt, ab sofort führten Diskussionen über die Startprozedur zu einer Strafe.
Vor dem Rennen wurde bekannt, dass McLaren beim Rennen eine weiterentwickelte Versionen des Honda-Motors verwendete. Honda benutzte dafür drei der fünf noch zur Verfügung stehenden Token. Das Ferrari-Kundenteam Sauber erhielt beim Rennen erstmals die verbesserte Version des Ferrari 059/4, die beim Werksteam bereits seit dem Großen Preis von Kanada eingesetzt wurde.
Ferrari bestritt an diesem Wochenende den 900. Grand Prix als Konstrukteur.
Pastor Maldonado (sechs), Marcus Ericsson, Max Verstappen (jeweils fünf), Romain Grosjean, Sergio Pérez (jeweils vier), Vettel (drei), Jenson Button, Hamilton, Nico Hülkenberg, Daniil Kwjat und Roberto Merhi (jeweils zwei) gingen mit Strafpunkten ins Rennwochenende.
Mit Kimi Räikkönen (viermal), Vettel (zweimal), Felipe Massa, Hamilton, Button und Daniel Ricciardo (jeweils einmal) traten sechs ehemalige Sieger zu diesem Grand Prix an.
Als Rennkommissare fungierten José Abed (MEX), Yves Bacquelaine (BEL), Garry Connelly (AUS) und Emanuele Pirro (ITA).

### Training
Im ersten freien Training fuhr Rosberg in 1:51,082 Minuten die Bestzeit vor Hamilton und Ricciardo. Nach einem Unfall von Maldonado musste das Training unterbrochen werden.
Auch im zweiten freien Training fuhr Rosberg in 1:49,385 Minuten die schnellste Zeit vor Hamilton und Ricciardo. Das Training musste nach einem Unfall von Rosberg infolge eines Reifenschadens und einem Unfall von Ericsson zweimal unterbrochen werden.
Im dritten freien Training fuhr Hamilton mit einer Rundenzeit von 1:48,984 Minuten die schnellste Zeit vor Rosberg und Vettel.

### Qualifying
Das Qualifying bestand aus drei Teilen mit einer Nettolaufzeit von 45 Minuten. Im ersten Qualifying-Segment (Q1) hatten die Fahrer 18 Minuten Zeit, um sich für das Rennen zu qualifizieren. Alle Fahrer, die im ersten Abschnitt eine Zeit erzielten, die maximal 107 Prozent der schnellsten Rundenzeit betrug, qualifizierten sich für den Grand Prix. Die besten 15 Fahrer erreichten den nächsten Teil. Hamilton war Schnellster. Die beiden Marussia- und McLaren-Piloten sowie Felipe Nasr schieden aus.
Der zweite Qualifyingabschnitt (Q2) dauerte 15 Minuten. Rosberg war Schnellster. Räikkönen blieb auf der Strecke stehen, das Qualifying wurde daraufhin unterbrochen. Verstappen und Räikkönen, die beide keine Zeit setzen konnten, Ericsson, Kwjat und Hülkenberg schieden aus.
Der finale Abschnitt ging über eine Zeit von zwölf Minuten, in denen die ersten zehn Startpositionen vergeben wurden. Hamilton sicherte sich mit einer Zeit von 1:47,197 Minuten die Pole-Position vor Rosberg und Bottas. Hamilton errang damit seine zehnte Pole-Position in dieser Saison und die sechste in Folge.
Mehrere Fahrer erhielten Startplatzstrafen. Grosjean wurde fünf Startplätze nach hinten versetzt, da sein Getriebe gewechselt wurde. Verstappen wurde um zehn Positionen zurückversetzte, da er mit dem sechsten Verbrennungsmotor mehr als vier Exemplare der Bestandteile der Motoreneinheit verwendete. Alonso wurde für die Verwendung des siebten und achten Exemplars des Verbrennungsmotors, des Turboladers und der MGU-H sowie des sechsten und siebten Exemplars der MGU-K und der sechsten Kontrollelektronik um insgesamt 55 Positionen, Button für die Verwendung des achten und neunten Exemplars des Turbolader und der MGU-H sowie des siebten und achten Exemplars von Verbrennungsmotor und MGU-H um 50 Positionen rückversetzt. Da aufgrund einer Regeländerung Rückversetzungen, die nicht vollständig durchgeführt werden können, nicht mehr in weitere Strafen umgewandelt werden, gab es für diese drei Fahrer keine weitere Strafe neben der Rückversetzung ans Ende des Starterfeldes.

### Rennen
Bereits auf dem Weg in die Startaufstellung klagte Hülkenberg über fehlende Leistung seines Motors. Nachdem er erneut an die Box gefahren war, schickte das Team ihn in die Startaufstellung. In der Einführungsrunde beklagte er erneut fehlende Motorleistung. Nachdem das Team ihn zunächst angewiesen hatte, in die Boxengasse zu fahren, wurde er kurz darauf darüber informiert, doch am Start teilzunehmen. Hier starb sein Motor ab, aus diesem Grund gab es eine zweite Einführungsrunde und Hülkenbergs Fahrzeug wurde in die Box geschoben. Den Mechanikern gelang es jedoch nicht, das Fahrzeug wieder fahrbereit zu machen, sodass Hülkenberg nicht am Rennen teilnahm.
Während der zweiten Einführungsrunde klagte auch Carlos Sainz j. über Leistungsverlust, er fuhr nach der Einführungsrunde in die Boxengasse und nahm das Rennen mit zwei Runden Verspätung auf.
Beim Start blieb Hamilton in Führung, hinter ihm lagen Pérez, Ricciardo, Valtteri Bottas und Rosberg. Pérez griff Hamilton dank seines höheren Topspeeds am Ende der Kemmel-Geraden auf der Außenseite an, Hamilton blieb jedoch vorne. Rosberg konnte noch während der ersten Runde an Bottas vorbeigehen und lag nun auf Rang vier. In der zweiten Runde erlitt Maldonado auf Platz sechs liegend einen Motorschaden, er fuhr zurück an die Box und stellte das Fahrzeug ab.
Hamilton gelang es, sich von Pérez und Ricciardo abzusetzen, dahinter lagen Rosberg, Vettel, Bottas, Grosjean, Massa und Verstappen. Bereits in der siebten Runde kam Ricciardo zum Reifenwechsel an die Box, eine Runde später wechselte auch Pérez die Reifen, fiel nach dem Boxenstopp aber hinter Ricciardo zurück. Das Williams-Team montierte beim Stopp von Bottas drei Reifen der weicheren und einen Reifen der härteren Mischung, dies hatte eine Durchfahrtsstrafe für Bottas zur Folge. In der zwölften Runde gelang es Pérez, Ricciardo zu überholen. An der Spitze lagen zu diesem Zeitpunkt mit Hamilton, Rosberg und Vettel drei Fahrer, die noch keinen Boxenstopp gemacht hatten. Rosberg ging eine Runde später an die Box und blieb knapp vor Pérez auf dem dritten Platz. Als eine Runde später auch Hamilton zum Reifenwechsel an die Box kam, übernahm Vettel für eine Runde die Führung, bevor auch er die Reifen wechselte. Nach den ersten Boxenstopps lag Hamilton vor Rosberg, Pérez, Grosjean, Ricciardo und Vettel.
In Runde 20 überholte Grosjean Pérez und lag nun auf dem dritten Platz. Ricciardo musste sein Fahrzeug mit einem technischen Defekt auf der Strecke abstellen, daher gab es eine virtuelle Safety-Car-Phase. Grosjean, Massa, Räikkönen und Verstappen nutzen diese für ihren zweiten Boxenstopp. Damit lag Vettel wieder auf dem dritten Platz, vor Grosjean, Kwjat, Pérez, Massa, Räikkönen, Verstappen und Bottas.
In den Runden 30 und 31 kamen Hamilton und Rosberg zu ihren letzten Reifenwechseln an die Box, die Positionen blieben dadurch unverändert. Kurz darauf fielen in der Nähe der Rennstrecke erste Regentropfen, die Strecke blieb jedoch zunächst trocken. Grosjean gelang es mit seinen frischeren Reifen, den Rückstand auf Vettel deutlich zu verkürzen. Kwjat fiel durch seinen letzten Boxenstopp hinter Räikkönen zurück, überholte diesen aber kurz darauf. Verstappen ging in Runde 40 an Bottas vorbei, Kwjat überholte in der gleichen Runde Massa. Eine Runde später überholte Kwjat auch Pérez und lag nun auf Rang fünf.
Vettel musste sich währenddessen gegen die Angriffe von Grosjean verteidigen. In Runde 42 erlitt er einen Reifenschaden hinten rechts, zu diesem Zeitpunkt hatte er 28 Runden auf den Reifen zurückgelegt. Er fuhr zum Reifenwechsel an die Box und fiel auf den zwölften Platz zurück. Verstappen ging in der letzten Runde an Räikkönen vorbei, der jedoch wieder kontern konnte und vorne blieb.
Hamilton gewann das Rennen vor Rosberg und Grosjean. Es war der sechste Sieg von Hamilton und der siebte Doppelsieg für Mercedes in dieser Saison. Für Hamilton war es außerdem der 39. Sieg seiner Karriere. Grosjean und das Lotus-Team erreichten die erste Podestplatzierung seit dem Großen Preis von Indien 2013. Die Top 10 komplettierten Kwjat, Pérez, Massa, Räikkönen, Verstappen, Bottas und Ericsson.
Die ersten drei Positionen in der Fahrer- und Konstrukteurswertung blieben unverändert.

## Meldeliste
| Team                          | Nr. | Fahrer           | Chassis                | Motor                       | Reifen |
| ----------------------------- | --- | ---------------- | ---------------------- | --------------------------- | ------ |
| Mercedes AMG Petronas F1 Team | 44  | Lewis Hamilton   | Mercedes F1 W06 Hybrid | Mercedes-Benz PU106B Hybrid | P      |
| Mercedes AMG Petronas F1 Team | 06  | Nico Rosberg     | Mercedes F1 W06 Hybrid | Mercedes-Benz PU106B Hybrid | P      |
| Infiniti Red Bull Racing      | 03  | Daniel Ricciardo | Red Bull RB11          | Renault Energy F1 2015      | P      |
| Infiniti Red Bull Racing      | 26  | Daniil Kwjat     | Red Bull RB11          | Renault Energy F1 2015      | P      |
| Williams Martini Racing       | 19  | Felipe Massa     | Williams FW37          | Mercedes-Benz PU106B Hybrid | P      |
| Williams Martini Racing       | 77  | Valtteri Bottas  | Williams FW37          | Mercedes-Benz PU106B Hybrid | P      |
| Scuderia Ferrari              | 05  | Sebastian Vettel | Ferrari SF15-T         | Ferrari 059/4               | P      |
| Scuderia Ferrari              | 07  | Kimi Räikkönen   | Ferrari SF15-T         | Ferrari 059/4               | P      |
| McLaren Honda                 | 14  | Fernando Alonso  | McLaren MP4-30         | Honda RA615H                | P      |
| McLaren Honda                 | 22  | Jenson Button    | McLaren MP4-30         | Honda RA615H                | P      |
| Sahara Force India F1 Team    | 27  | Nico Hülkenberg  | Force India VJM08      | Mercedes-Benz PU106B Hybrid | P      |
| Sahara Force India F1 Team    | 11  | Sergio Pérez     | Force India VJM08      | Mercedes-Benz PU106B Hybrid | P      |
| Scuderia Toro Rosso           | 33  | Max Verstappen   | Toro Rosso STR10       | Renault Energy F1 2015      | P      |
| Scuderia Toro Rosso           | 55  | Carlos Sainz jr. | Toro Rosso STR10       | Renault Energy F1 2015      | P      |
| Lotus F1 Team                 | 08  | Romain Grosjean  | Lotus E23 Hybrid       | Mercedes-Benz PU106B Hybrid | P      |
| Lotus F1 Team                 | 13  | Pastor Maldonado | Lotus E23 Hybrid       | Mercedes-Benz PU106B Hybrid | P      |
| Lotus F1 Team                 | 30  | Jolyon Palmer    | Lotus E23 Hybrid       | Mercedes-Benz PU106B Hybrid | P      |
| Manor Marussia F1 Team        | 28  | Will Stevens     | Marussia MR03          | Ferrari 059/3               | P      |
| Manor Marussia F1 Team        | 98  | Roberto Merhi    | Marussia MR03          | Ferrari 059/3               | P      |
| Sauber F1 Team                | 09  | Marcus Ericsson  | Sauber C34             | Ferrari 059/4               | P      |
| Sauber F1 Team                | 12  | Felipe Nasr      | Sauber C34             | Ferrari 059/4               | P      |

Anmerkungen
1. 1 2  Der Lotus mit der Startnummer 30 wurde im ersten freien Training für Palmer eingesetzt. Grosjean übernahm das Fahrzeug anschließend für das restliche Rennwochenende mit seiner Startnummer 8.

## Klassifikationen

### Qualifying
| Pos.                                                                      | Fahrer           | Konstrukteur         | Q1       | Q2         | Q3       | Start |
| ------------------------------------------------------------------------- | ---------------- | -------------------- | -------- | ---------- | -------- | ----- |
| 01                                                                        | Lewis Hamilton   | Mercedes             | 1:48,908 | 1:48,024   | 1:47,197 | 01    |
| 02                                                                        | Nico Rosberg     | Mercedes             | 1:48,923 | 1:47,955   | 1:47,655 | 02    |
| 03                                                                        | Valtteri Bottas  | Williams-Mercedes    | 1:49,026 | 1:49,044   | 1:48,537 | 03    |
| 04                                                                        | Romain Grosjean  | Lotus-Mercedes       | 1:49,353 | 1:48,981   | 1:48,561 | 09    |
| 05                                                                        | Sergio Pérez     | Force India-Mercedes | 1:49,006 | 1:48,792   | 1:48,599 | 04    |
| 06                                                                        | Daniel Ricciardo | Red Bull-Renault     | 1:49,664 | 1:49,042   | 1:48,639 | 05    |
| 07                                                                        | Felipe Massa     | Williams-Mercedes    | 1:49,688 | 1:48,806   | 1:48,685 | 06    |
| 08                                                                        | Pastor Maldonado | Lotus-Mercedes       | 1:49,568 | 1:48,956   | 1:48,754 | 07    |
| 09                                                                        | Sebastian Vettel | Ferrari              | 1:49,264 | 1:48,761   | 1:48,825 | 08    |
| 10                                                                        | Carlos Sainz jr. | Toro Rosso-Renault   | 1:49,109 | 1:49,065   | 1:49,771 | 10    |
| 11                                                                        | Nico Hülkenberg  | Force India-Mercedes | 1:49,499 | 1:49,121   | –        | 11    |
| 12                                                                        | Daniil Kwjat     | Red Bull-Renault     | 1:49,469 | 1:49,228   | –        | 12    |
| 13                                                                        | Marcus Ericsson  | Sauber-Ferrari       | 1:49,523 | 1:49,586   | –        | 13    |
| 14                                                                        | Kimi Räikkönen   | Ferrari              | 1:49,288 | keine Zeit | –        | 16    |
| 15                                                                        | Max Verstappen   | Toro Rosso-Renault   | 1:49,831 | keine Zeit | –        | 18    |
| 16                                                                        | Felipe Nasr      | Sauber-Ferrari       | 1:49,952 | –          | –        | 14    |
| 17                                                                        | Jenson Button    | McLaren-Honda        | 1:50,978 | –          | –        | 19    |
| 18                                                                        | Fernando Alonso  | McLaren-Honda        | 1:51,420 | –          | –        | 20    |
| 19                                                                        | Will Stevens     | Marussia-Ferrari     | 1:52,948 | –          | –        | 15    |
| 20                                                                        | Roberto Merhi    | Marussia-Ferrari     | 1:53,099 | –          | –        | 17    |
| 107-Prozent-Zeit: 1:56,532 min (bezogen auf Q1-Bestzeit von 1:48,908 min) |                  |                      |          |            |          |       |

Anmerkungen
1. ↑  Grosjean wurde wegen eines Getriebewechsels um fünf Startpositionen nach hinten versetzt.
2. ↑  Räikkönen wurde wegen eines Getriebewechsels um fünf Startpositionen nach hinten versetzt.
3. ↑  Verstappen wurde wegen der Verwendung des sechsten Verbrennungsmotors um zehn Startpositionen nach hinten versetzt.
4. ↑  Button wurde wegen der Verwendung des achten und neunten Exemplars des Turbolader und der MGU-H sowie des siebten und achten Exemplars von Verbrennungsmotor und MGU-H um 50 Startpositionen nach hinten versetzt.
5. ↑  Alonso wurde wegen der Verwendung des siebten und achten Exemplars des Verbrennungsmotors, des Turboladers und der MGU-H sowie des sechsten und siebten Exemplars der MGU-K und der sechsten Kontrollelektronik um 55 Startpositionen nach hinten versetzt.

### Rennen
| Pos. | Fahrer           | Konstrukteur         | Runden | Zeit        | Start | Schnellste Runde |
| ---- | ---------------- | -------------------- | ------ | ----------- | ----- | ---------------- |
| 01   | Lewis Hamilton   | Mercedes             | 43     | 1:23:40,387 | 01    | 1:52,504 (34.)   |
| 02   | Nico Rosberg     | Mercedes             | 43     | + 2,058     | 02    | 1:52,416 (34.)   |
| 03   | Romain Grosjean  | Lotus-Mercedes       | 43     | + 37,988    | 09    | 1:54,779 (37.)   |
| 04   | Daniil Kwjat     | Red Bull-Renault     | 43     | + 45,692    | 12    | 1:53,032 (29.)   |
| 05   | Sergio Pérez     | Force India-Mercedes | 43     | + 53,997    | 04    | 1:54,796 (29.)   |
| 06   | Felipe Massa     | Williams-Mercedes    | 43     | + 55,283    | 06    | 1:54,093 (23.)   |
| 07   | Kimi Räikkönen   | Ferrari              | 43     | + 55,703    | 16    | 1:54,517 (30.)   |
| 08   | Max Verstappen   | Toro Rosso-Renault   | 43     | + 56,076    | 18    | 1:53,276 (36.)   |
| 09   | Valtteri Bottas  | Williams-Mercedes    | 43     | + 1:01,040  | 03    | 1:54,646 (23.)   |
| 10   | Marcus Ericsson  | Sauber-Ferrari       | 43     | + 1:31,234  | 13    | 1:54,022 (30.)   |
| 11   | Felipe Nasr      | Sauber-Ferrari       | 43     | + 1:42,311  | 14    | 1:53,991 (29.)   |
| 12   | Sebastian Vettel | Ferrari              | 42     | DNF         | 08    | 1:55,316 (29.)   |
| 13   | Fernando Alonso  | McLaren-Honda        | 42     | + 1 Runde   | 20    | 1:53,692 (34.)   |
| 14   | Jenson Button    | McLaren-Honda        | 42     | + 1 Runde   | 19    | 1:55,533 (38.)   |
| 15   | Roberto Merhi    | Marussia-Ferrari     | 42     | + 1 Runde   | 17    | 1:58,174 (32.)   |
| 16   | Will Stevens     | Marussia-Ferrari     | 42     | + 1 Runde   | 15    | 1:58,150 (33.)   |
| –    | Carlos Sainz jr. | Toro Rosso-Renault   | 32     | DNF         | 10    | 1:54,680 (25.)   |
| –    | Daniel Ricciardo | Red Bull-Renault     | 19     | DNF         | 05    | 1:56,263 (02.)   |
| –    | Pastor Maldonado | Lotus-Mercedes       | 2      | DNF         | 07    | –                |
| DNS  | Nico Hülkenberg  | Force India-Mercedes | –      | –           | 11    | –                |

Anmerkungen
1. ↑  Hülkenberg konnte aufgrund eines Motorschadens nicht am Rennen teilnehmen.

## WM-Stände nach dem Rennen
Die ersten zehn des Rennens bekamen 25, 18, 15, 12, 10, 8, 6, 4, 2 bzw. 1 Punkt(e).

### Fahrerwertung
| Pos. | Fahrer           | Konstrukteur         | Punkte |
| ---- | ---------------- | -------------------- | ------ |
| 01   | Lewis Hamilton   | Mercedes             | 227    |
| 02   | Nico Rosberg     | Mercedes             | 199    |
| 03   | Sebastian Vettel | Ferrari              | 160    |
| 04   | Kimi Räikkönen   | Ferrari              | 82     |
| 05   | Felipe Massa     | Williams-Mercedes    | 82     |
| 06   | Valtteri Bottas  | Williams-Mercedes    | 79     |
| 07   | Daniil Kwjat     | Red Bull-Renault     | 57     |
| 08   | Daniel Ricciardo | Red Bull-Renault     | 51     |
| 09   | Romain Grosjean  | Lotus-Mercedes       | 38     |
| 10   | Max Verstappen   | Toro Rosso-Renault   | 26     |
| 11   | Sergio Pérez     | Force India-Mercedes | 25     |

| Pos. | Fahrer           | Konstrukteur         | Punkte |
| ---- | ---------------- | -------------------- | ------ |
| 12   | Nico Hülkenberg  | Force India-Mercedes | 24     |
| 13   | Felipe Nasr      | Sauber-Ferrari       | 16     |
| 14   | Pastor Maldonado | Lotus-Mercedes       | 12     |
| 15   | Fernando Alonso  | McLaren-Honda        | 11     |
| 16   | Carlos Sainz jr. | Toro Rosso-Renault   | 9      |
| 17   | Marcus Ericsson  | Sauber-Ferrari       | 7      |
| 18   | Jenson Button    | McLaren-Honda        | 6      |
| 19   | Roberto Merhi    | Marussia-Ferrari     | 0      |
| 20   | Will Stevens     | Marussia-Ferrari     | 0      |
| –    | Kevin Magnussen  | McLaren-Honda        | 0      |

### Konstrukteurswertung
| Pos. | Konstrukteur      | Punkte |
| ---- | ----------------- | ------ |
| 1    | Mercedes          | 426    |
| 2    | Ferrari           | 242    |
| 3    | Williams-Mercedes | 161    |
| 4    | Red Bull-Renault  | 108    |
| 5    | Lotus-Mercedes    | 50     |

| Pos. | Konstrukteur         | Punkte |
| ---- | -------------------- | ------ |
| 06   | Force India-Mercedes | 49     |
| 07   | Toro Rosso-Renault   | 35     |
| 08   | Sauber-Ferrari       | 23     |
| 09   | McLaren-Honda        | 17     |
| 10   | Marussia-Ferrari     | 0      |